# Бактеріальні добрива
Бактеріальні добрива — добрива, що містять монокультуру або комплекс мікроорганізмів, життєдіяльність яких сприяє накопиченню в ґрунті елементів живлення рослин, стимулює їх ріст і розвиток.
До бактеріальних добрив відносять — нітрагін, азотобактерин, біологічно активний ґрунт АМБ та інші.
Нітрагін — препарат високоактивних культур бульбочкових бактерій Rhizobium, досить широко застосовуваний для інокуляції (введення мікроорганізмів у тканини рослин) насіння бобових — гороху, люпину, сої, люцерни, конюшини та інших при їх посіві. При проростанні насіння бактерії проникають у коріння рослин, утворюючи на них бульби, де розмножуються у великих кількостях. Активні штами цих бактерій мають здатність засвоювати азот атмосфери й переводити його в пов'язану форму, доступну для живлення рослин. Своєю чергою рослини забезпечують бактерії енергією, необхідною для здійснення даного процесу. В результаті симбіозу бактерій бобових культур створюють сприятливі умови азотного живлення, що сприяє підвищенню їх врожаю.
Нітрагін випускають переважно. у вигляді торф'яного препарату ризоторфіном, а також у сухому вигляді (різобін). Виробництво ризоторфіну в СРСР становило (1984) 1,8 млн доз (доза — 200 г/га). При використанні нітрагіна врожайність бобових рослин підвищується на 15-20%; для культур, висівають в нових для них районах, у ґрунтах яких брало відповідні клубенькові бактерії відсутні (соя в південних районах України, Казахстані, Ростовської області; люпин та люцерна в ряді районів Нечорноземної зони), збільшення врожаю досягає 30-50%. Нітрагін застосовують спільно з фосфорними й калійними добривами. Ефективність його збільшується при вапнуванні кислих ґрунтів і передпосівної обробки насіння молібденом (зазвичай водним розчином молібденовокислого амонію) на ґрунтах, бідних цим мікроелементом.
Використання нітрагіна призводить також до зростання в рослинах вмісту білка на 3-5%. Крім того, бобові рослини, інокульована активними бульбочковими бактеріями, накопичують в корінні й пожнивних залишках значну кількість азоту, збагачує ґрунт, що сприяє зростанню врожайності с.-г. культур, висіяних після бобових.
Азотобактерин містить культуру вільноживучого мікроба азотобактера (Azotobacter). Практично азотобактерин не робить істот. впливу на азотне харчування рослин, як припускали до 1970-х рр.. Разом з тим у ряді випадків він дійсно поліпшує ріст рослин. Це пояснюють здатністю азотобактера: 1) синтезувати комплекс біологічно активних у-у — стимуляторів росту рослин, напр. біотину, гетероауксином, піридоксину; 2) утворювати антимікробні в-ва, які пригнічують розвиток фітопатогенних грибів і бактерій — збудників кореневої гнилі рослин. Дія азотобактерина, що випускається в вигляді сухого препарату і застосовується для обробки насіння овочевих культур і розсади, найкраще може проявлятися на нейтральних родючих ґрунтах, досить забезпечених органічними в-вами й фосфором.
Добриво АМБ — комплексний препарат т. з. автохтонної мікрофлори Б, що включає велику кількість розл. мікроорганізмів, які грають важливу роль в кореневому живленні рослин. Його застосовують для створення ґрунту в теплицях і парниках при вирощуванні овочевих культур і розсади. Для отримання цього добрива в кислий торф вносять вапняний матеріал. мінер. добавки, що містять Р і К, і маткову культуру бактерій АМБ (1-2 кг/т). У приготовленої маси ґрунту після ретельного його перемішування при 18-30 °C активно відбувається мікробіологічна мінералізація гною, в результаті чого нек-раю частина важкодоступних для рослин поживних речовин перетворюється на легкозасвоювані з'єднання.
Ґрунт отримують на торфопідприємствах або безпосередньо в радгоспах і колгоспах. Вихідну маткову культуру готують спеціалізуються. підприємства. Застосування ґрунту АМБ в порівнянні зі звичайною парниковою землею дозволяє отримувати овочеві культури в більш ранній термін і підвищує їх врожайність на 10-15%; вирощена в цьому ґрунті розсада має потужнішу кореневу систему.